# Baza wojskowa Chawat Ha-Szomer
Baza wojskowa Chawat Ha-Szomer – baza wojskowa Sił Obronnych Izraela znajdująca się przy moszawie Ilanijja na północy Izraela.

## Położenie
Baza wojskowa jest położona na północno-wschodniej krawędzi masywu górskiego Hare Nacerat w Dolnej Galilei. Teren opada w kierunku północnym do Doliny Turan. W bezpośrednim sąsiedztwie bazy znajduje się moszaw Ilanijja, a w odległości około 1 km na północnym zachodzie jest miejscowość Turan. Po stronie wschodniej leży baza wojskowa Naftali.

## Historia
Historia bazy jest ściśle związana z historią sąsiedniego moszawu Ilanijja, która powstała w 1899 roku jako żydowska eksperymentalna stacja rolnicza przy arabskiej wiosce Asz-Szadżara. W 1907 roku do osady przysłano na szkolenie pierwszych członków żydowskiej organizacji samoobrony Bar Giora, która w 1909 roku przekształciła się w Ha-Szomer. Po I wojnie izraelsko-arabskiej, w 1949 roku na stacji rolniczej utworzono liceum rolnicze dla żydowskich imigrantów religijnych. W 1964 roku zostało ono przekształcone w liceum zawodowe, które ściśle współpracowało z Siłami Powietrznymi Izraela. W 1980 roku gospodarstwo nabyły Siły Obronne Izraela i w 1981 roku otworzyły centrum szkoleniowe dla żołnierzy.

## Wykorzystanie
Baza wojskowa Chawat Ha-Szomer należy do Korpusu Edukacji Młodzieży i służy do podstawowego szkolenia rekrutów, które trwa 10-12 tygodni. Baza prowadzi trzy pełne cykle szkoleń rocznie, umożliwiając rekrutom zdobycie kwalifikacji Strzelca 02 (teoretyczne i praktyczne posługiwanie się karabinem automatycznym M16, znajomość standardowego sprzętu komunikacyjnego, zasady pierwszej pomocy oraz wiedza o sposobach ochrony przed zagrożeniami związanymi z atakiem bronią chemiczną i biologiczną). Poziom ten nie wystarcza do pełnienia służby wojskowej w jednostkach operacyjnych, i zazwyczaj żołnierze po tym kursie służą w jednostkach pomocniczych zabezpieczając zaplecze korpusów, lub są kierowani na wyższe poziomu szkolenia wojskowego.
Baza dzieli się na cztery części. W części podstawowej odbywają się szkolenia rekrutów podzielonych na trzy kompanie. Druga część bazy skupia się na szkoleniu rekrutów, którzy ukończyli studia wyższe. Osobna część bazy przeznaczona jest do szkolenia rekrutów nie posiadających pełnego wykształcenia, którzy dodatkowo uzupełniają wykształcenie podstawowe. Rekruci przechodzą kursy edukacyjne dotyczące Holocaustu, historii Izraela oraz uczestniczą w wycieczkach (m.in. do Jerozolimy). Zupełnie odrębną część bazy stanowi jednostka karna, przeznaczona dla rekrutów mających problemy z asymilacją w wojsku.
W północno-zachodniej części bazy znajduje się odrębna część, będąca przeznaczona dla rezerwowej 5003 Jednostki Wsparcia Logistycznego (Południowy Golan), która podlega Północnemu Dowództwu.

## Transport
W bezpośrednim sąsiedztwie bazy przebiegają droga nr 65 oraz droga ekspresowa nr 77.